# 尸婆罗
尸婆罗尊者（緬甸語： 發音：[ʃɪ̀ɰ̃ θìwəlḭ]，皇家轉寫：phra siwali），佛教罗汉，为佛陀弟子，在上座部佛教中广受崇敬，泰国、老挝、柬埔寨、缅甸民间相信他可庇佑平安、阻挡邪煞，招来财富好运。其造像通常是站立姿态，持杖、伞，側背佛袋，後背化緣缽。

## 记载
南传《小部本行经》记载，尸婆罗生於拘利城，母亲是須婆瓦薩（Suppavāsā），父亲是瑪哈利（Mahāli），其母怀胎七年之久，历经七日之苦，始由母胎出。师从舍利弗，剃髮間证得罗汉果。托缽乞食，四緣俱得，業為殊勝，受众人崇敬。佛陀称赞“我諸弟子中，首推尸婆羅，利得者第一”。
汉传《增壹阿含經》记载，佛陀称赞尸婆罗尊者“功德盛滿，所適無短”“四事供養無所短乏”，可见其福德广大。其身世在《增壹阿含經》记载，其父亲是舍衛城月光长者，生持寶珠，生即能言。佛爲授記，有大福報，將出家成道。

## 图册

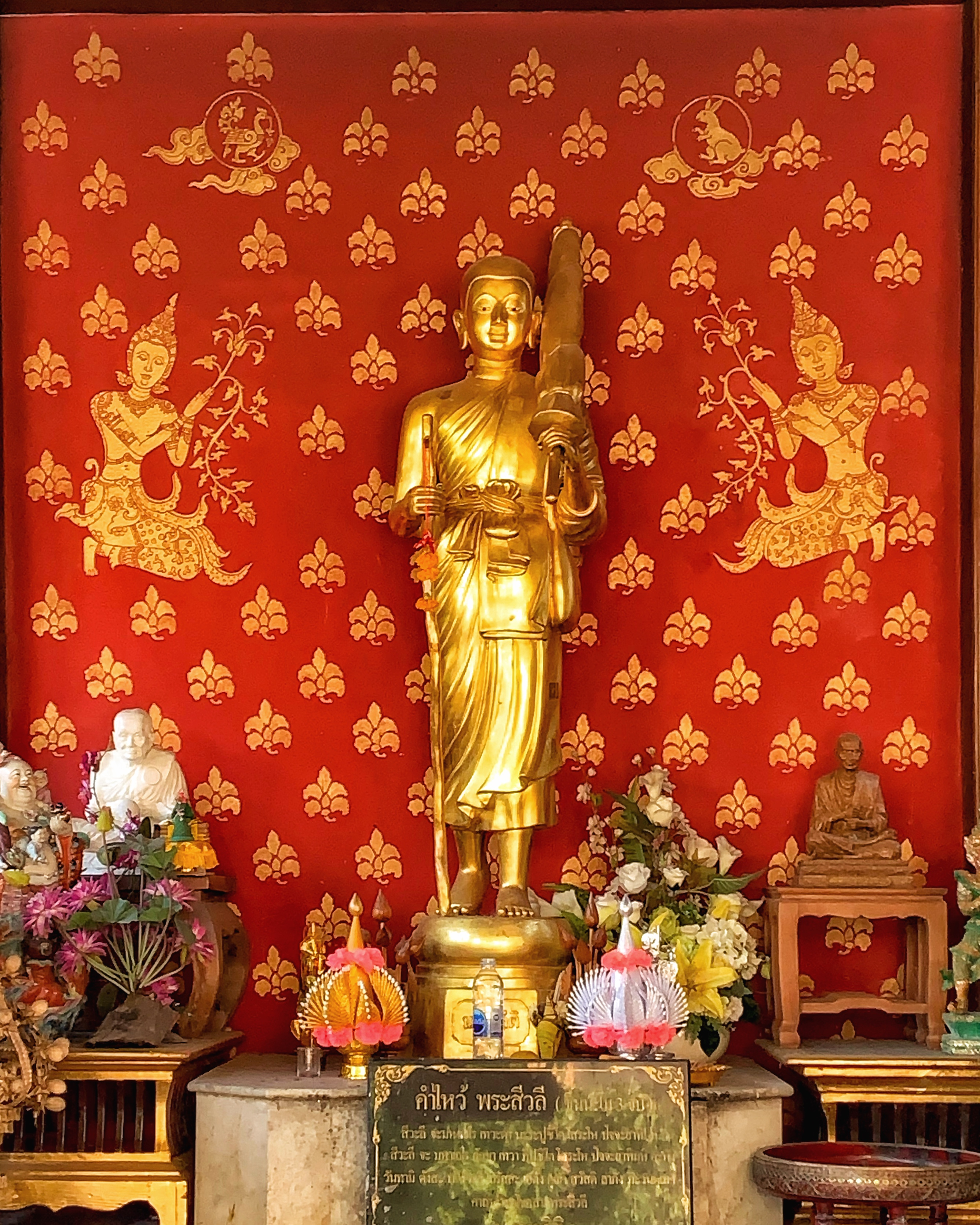
泰国清迈契迪龍寺
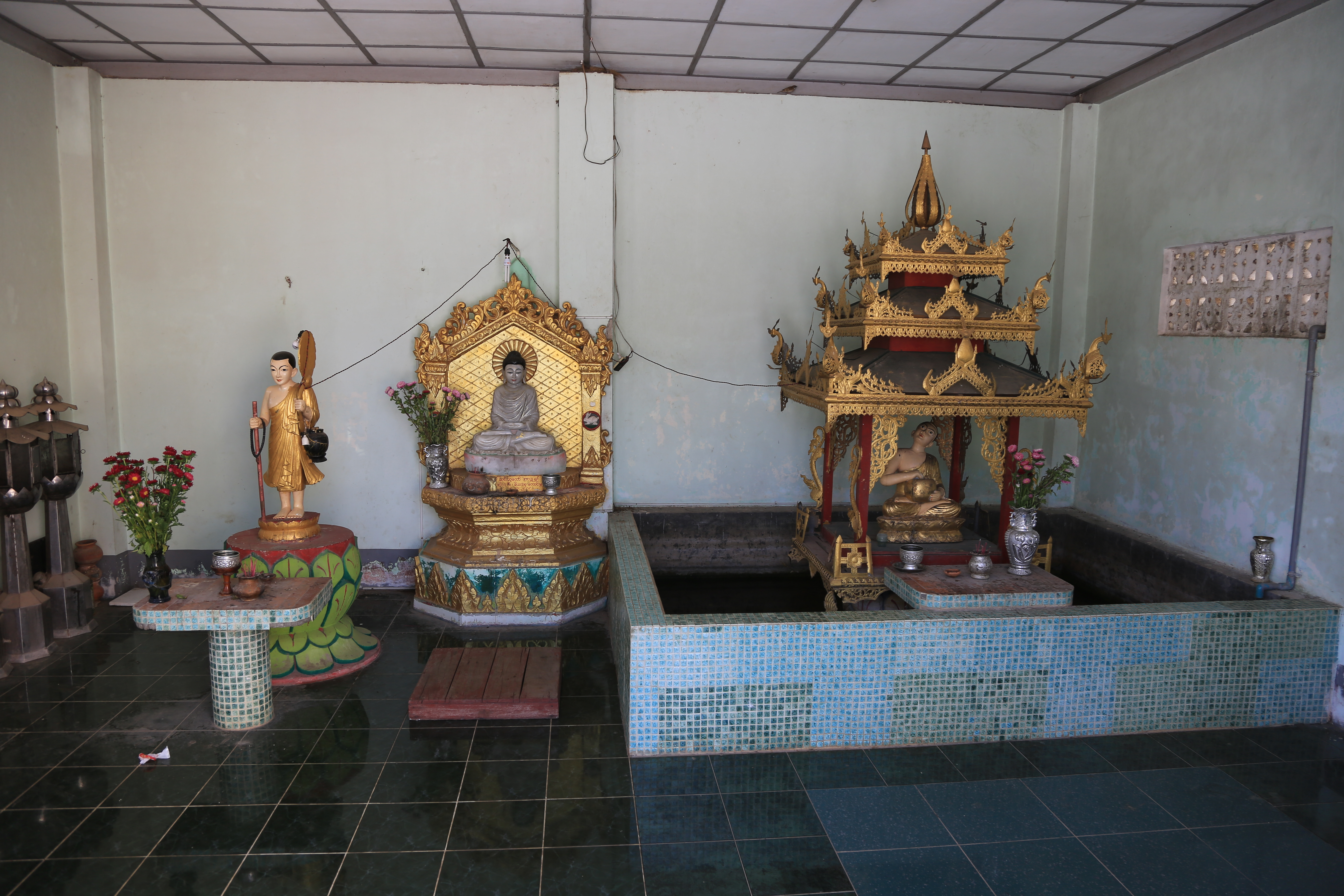
缅甸勃固斋本佛塔（英语：Kyaikpun Buddha）一处庙堂，同时供奉尸婆罗、释迦牟尼佛、善优波毱多
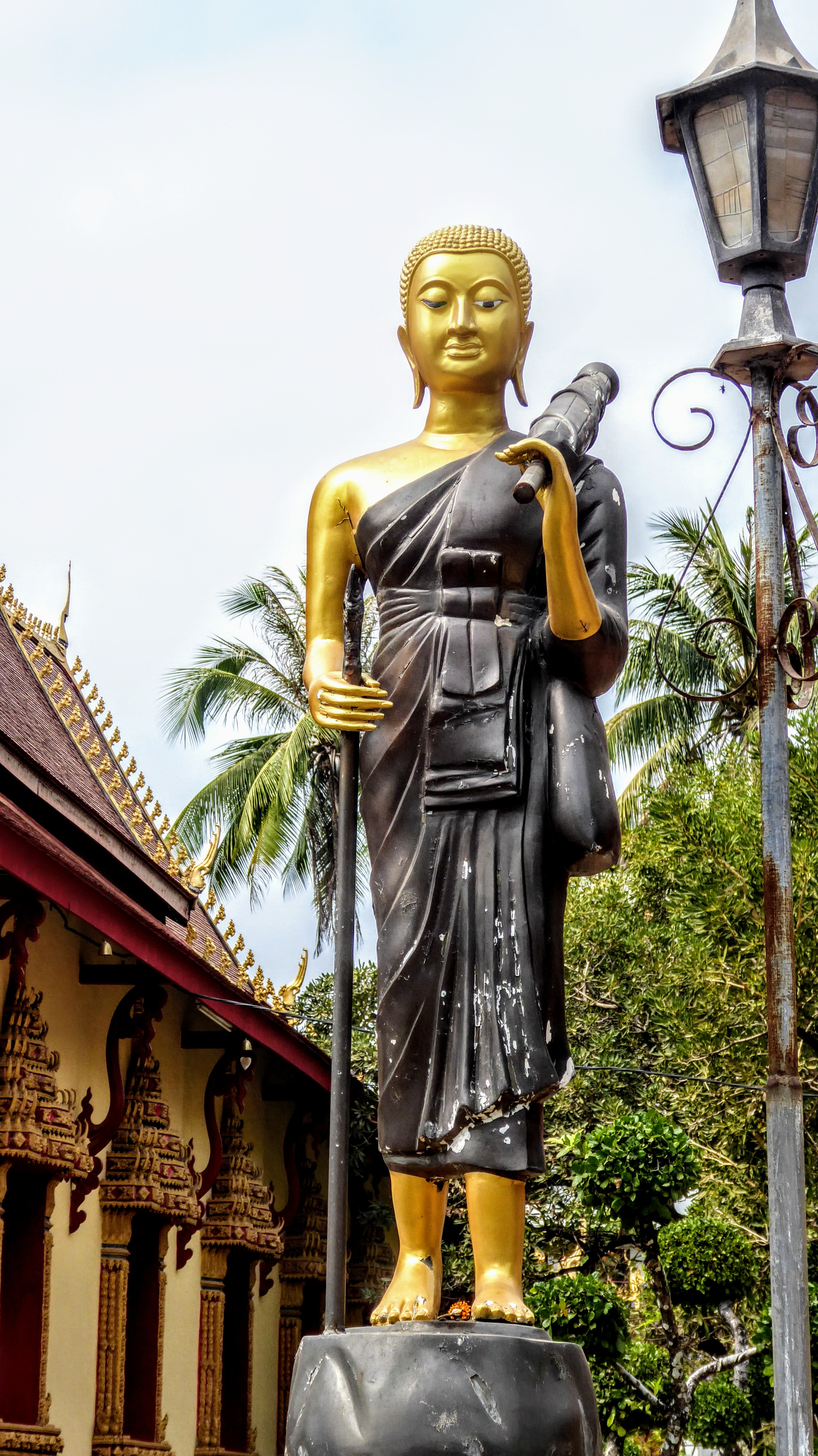
老挝万象普沙万寺（Vat Pho Sa Wan）
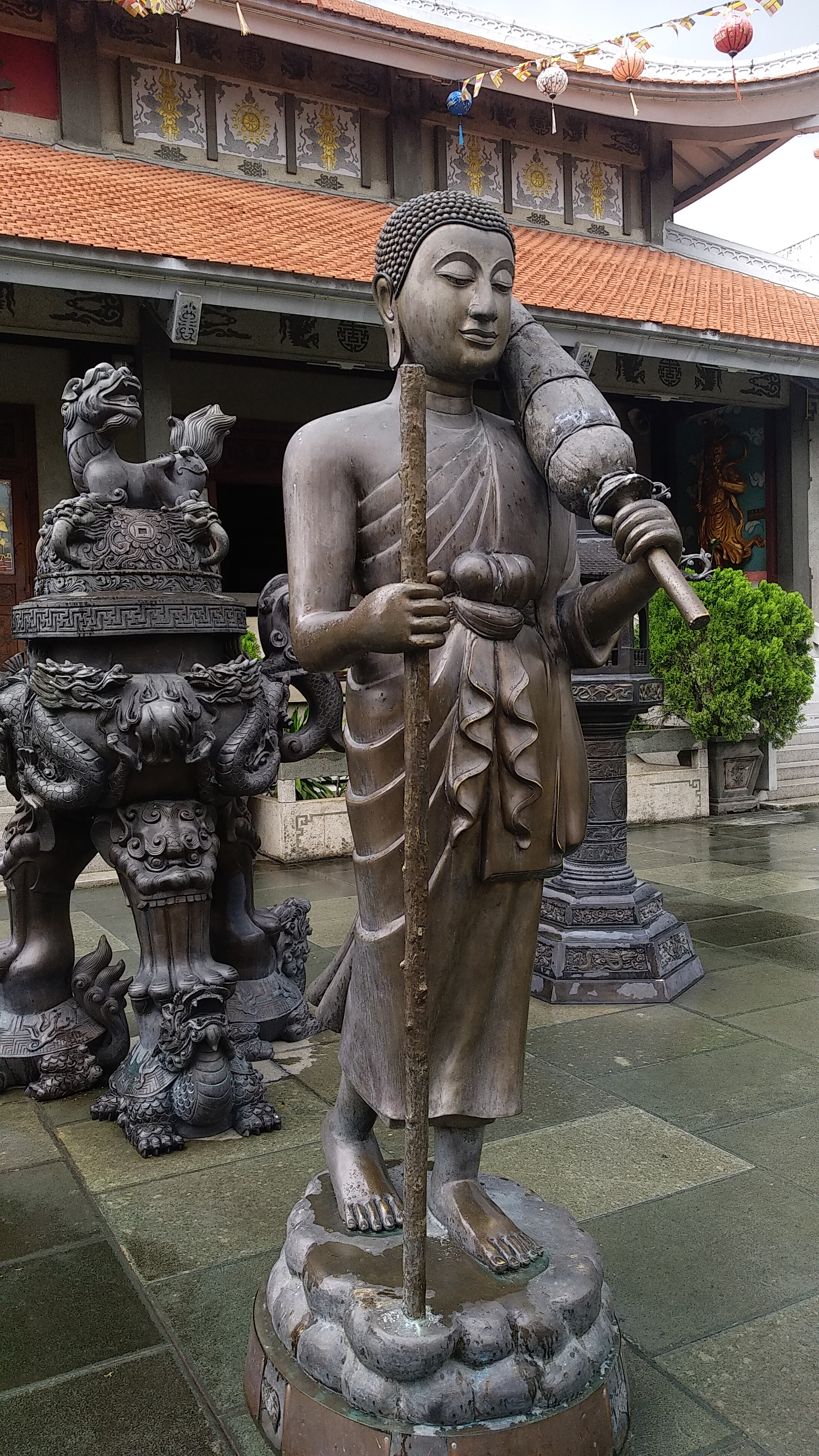
越南胡志明市永严寺（英语：Vĩnh Nghiêm Pagoda）
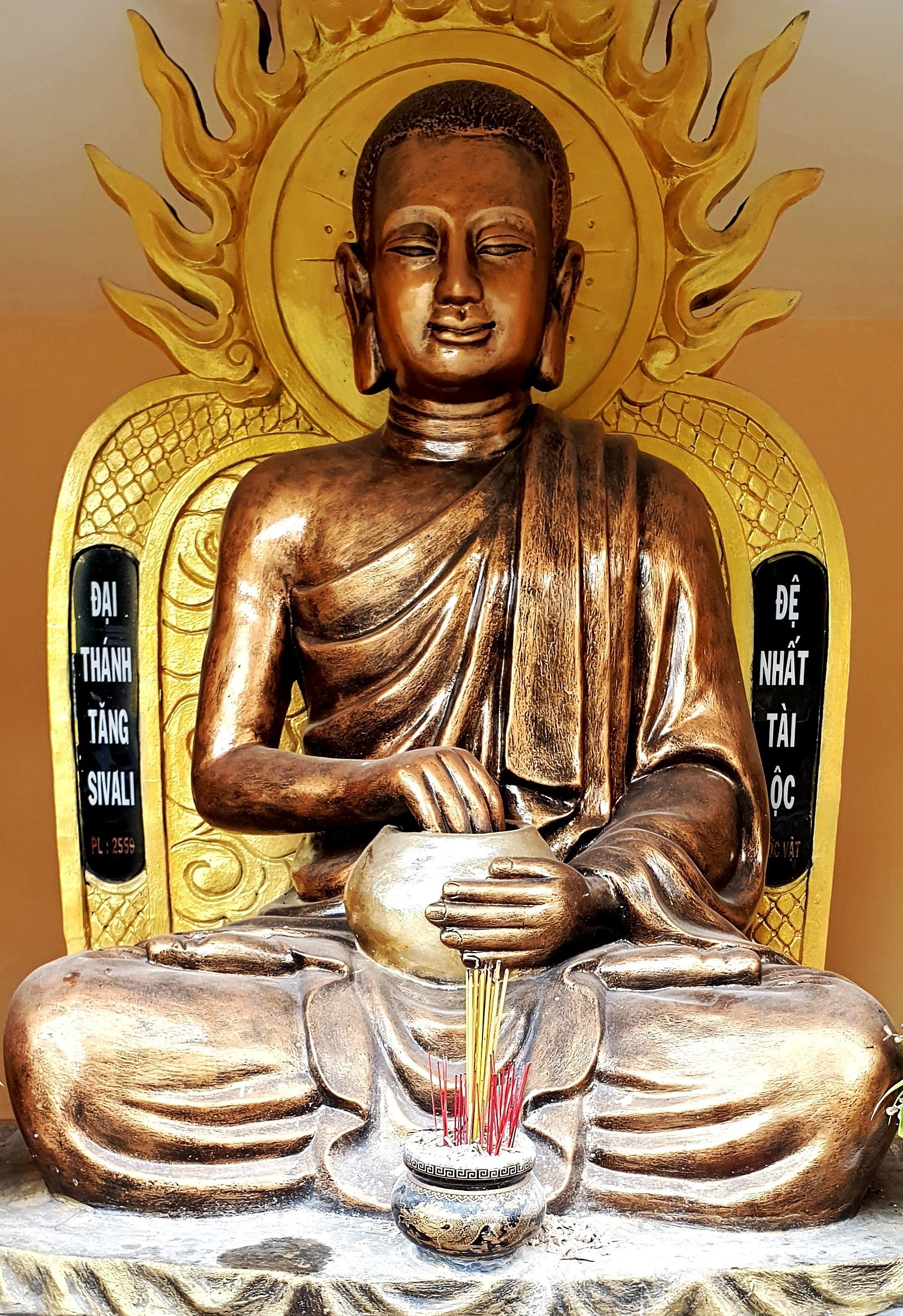
越南胡志明市平新郡南宗寺（Chùa Nam Tông）的大圣僧尸婆罗坐像